# Jarocin (województwo podkarpackie)
Jarocin – wieś w Polsce, położona w województwie podkarpackim, w powiecie niżańskim, w gminie Jarocin,  na Równinie Biłgorajskiej.
W latach 1975–1998 miejscowość administracyjnie należała do województwa tarnobrzeskiego.

## Integralne części wsi
| SIMC    | Nazwa             | Rodzaj     |
| ------- | ----------------- | ---------- |
| 0794974 | Domostawa         | przysiółek |
| 0794922 | Lipniki           | część wsi  |
| 0794939 | Majdan Jarociński | część wsi  |
| 0794945 | Przymiarki        | część wsi  |
| 0794951 | Smutki            | część wsi  |
| 0794968 | Zadworze          | część wsi  |

## Rys historyczny

### Położenie i najstarsze dzieje
Gmina Jarocin położona jest w Kotlinie Sandomierskiej. Ślady osadnictwa na tym terenie datuje się na czasy prehistoryczne. W przeszłości niemal cały obszar kotliny zajmowała Puszcza Sandomierska, która we wczesnym średniowieczu stanowiła naturalną granicę pomiędzy królestwem polskim i księstwami ruskimi. Ostatecznie do Polski przyłączył ją dopiero Kazimierz Wielki. Przez długi czas, ze względu na trudne warunki naturalne (gęsty las, bagna i tereny podmokłe oraz liczne rozlewiska rzeczne) nie była zasiedlana przez większe skupiska ludzi. W początkowym okresie rozwoju osadnictwa była miejscem schronienia dla niepokornych chłopów, którzy chronili się w nieprzebytych kniejach przed pańszczyzną, dla zbiegów ściganych przez prawo oraz jeńców wojennych, osadzanych tu z rozkazu królewskiego.

### Pierwotne zajęcia ludności
Pierwsi osadnicy utrzymywali się głównie z bogactw naturalnych lasów i rzek. Oprócz łowiectwa i myślistwa zajmowali się również bartnictwem. Pod koniec XVIII w. rozpoczęło się ożywienie gospodarcze w życiu miast i wsi. Miało to także ogromny wpływ na rozwój zorganizowanego osadnictwa w terenach puszczańskich. Tworzący się przemysł potrzebował bowiem dużych ilości drewna, a także produktów z niego wyrabianych, takich jak: węgiel drzewny, potaż, smoła, dziegieć, terpentyna. W tym to głównie okresie powstały wioski i osady położone na terenie obecnej gminy Jarocin. Do karczunku lasów związanego z rozwojem przemysłów drzewnych i rzemiosł opartych na tym surowcu: maziarstwa, smolarstwa, węglarstwa drzewnego sprowadzani są chłopi z innych, przeludnionych obszarów kraju, takich jak Mazowsze czy zachodnia Małopolska, ale także ludność ruska czy też wołoska. Świadectwem powstawania osad leśnych do gospodarczego wykorzystywania lasów jest nazwa „Majdan”. Słowo to jest pochodzenia tureckiego i pierwotnie oznaczało czworoboczny obszar, plac ćwiczeń wojskowych. W obozach polskich zaś wolny obszar środkowy, na którym gromadziło się rycerstwo dla równego podziału łupów. Stąd przeszła ta nazwa na obozowiska robotników leśnych. Stawały się one często zawiązkami wsi zakładanych na wyciętych obszarach leśnych. Zwykle przybierały one nazwę od dóbr, do których należały lasy. W pobliżu Jarocina było 5 takich osad. Mieszkańcy ich trudnili się wyrabianiem klepek, gontów, smoły, terpentyny i potażu. Po wytrzebieniu dużych połaci puszczy uzyskano tereny nadające się do wykorzystania rolniczego. Część mieszkańców Puszczy zajęła się więc hodowlą i rolnictwem.

### Jarocin i okolice na najstarszych mapach
Brak jest dokumentów, z których można by dokładnie określić powstanie wsi na terenie gminy Jarocin. O przybliżonym czasie ich powstawania można wnioskować, jak dotąd, jedynie ze starych map. Bodajże pierwszą mapą uwidoczniającą niektóre miejscowości z terenu dzisiejszej gminy Jarocin jest mapa wykonana przez Fryderyka von Miega w latach 1779-1782 (Karte des Koenigsreiches Galizien und Lodomerien). Na mapie tej nie ma jeszcze Jarocina. Widnieje za to nazwa „Smutek”. Według legendy, pierwszy osadnik przybył tu prawdopodobnie w XVI w. i założył smolarnię. Był to chłop pańszczyźniany, który uciekł z majątku swego pana. W czasie polowania spotkał go Stefan Batory ze swą świtą. Chłop się zasmucił, że go zabiorą z powrotem na majątek swego pana. Stąd nazwa Smutki – przysiółka należącego do wsi Jarocin. Na mapie Miega znajdują się także Katy, Kutela (Kutyły), Svedi (Szwedy), Nalepi (Nalepy), Golce i w dwóch miejscach Mostki. Nie ma jeszcze Domostawy jako miejscowości ale jest Domostawa Wald. Podobnie jak Jackow Wald (niemieckie słowo wald oznacza las). Nad rzeką Bukową na wschód od Szwedów znajduje się Gorcyca. Mieszkający tu współcześnie Gorczycowie trwają zapewne w tym miejscu już ponad dwieście lat. Na owej mapie są także Rusziny, ale nie w tym miejscu co współczesne Rusiny w sołectwie Golce, lecz pomiędzy dzisiejszymi Borkami i Dąbrówką. Na starszej o 10 lat mapie Liesganiga z 1792 r. znajdują się już Jarocin, Siperki, Bukowa i Zdziary.

### Dzieje w XIX w.
W Jarocinie w XIX i na początku XX wieku istniał majątek ziemski, którego pierwszymi właścicielami byli Marianna z Wierzchlejskich i Aleksander Srokowscy. Srokowski nabył 16 listopada 1830 majątek w Jarocinie w ramach parcelacji i sprzedaży Królewszczyzn przeprowadzonej przez rząd austriacki. Prócz Jarocina zakupił wtedy część Nalep do Jastkowic należących, Katy, Kutyły, Zdziary Szyperki, Mostki – Sokale oraz Jeże – Deputaty. Powyższe dobra nabył na licytacji w 1860 r. Jan Niesiołowski za 59 491 zł reńskich. Następnym właścicielem był Henryk Malinowski, który częściowo rozparcelował swój majątek, a resztę sprzedał Żydom. Według Skorowidza wszystkich miejscowości z przysiółkami w Królestwie Galicji, wielkim Księstwie Krakowskim i Księstwie Bukowińskim opracowanym przez Jana Bigo (wyd. 1909 r.) posiadłości w Jarocinie, Szyperkach, Domostawie, Zdziarach i Mostkach należały do Abrahama i Lifczi Ingber. Zabudowania dworskie nie przetrwały – oprócz piwnicy – do naszych czasów. Jak wyglądało zagospodarowanie obejścia dworskiego możemy dowiedzieć się tylko z zachowanej mapy pochodzącej z 1887 roku. Pamięć o dworze pozostała tylko w używanym do dzisiaj nazewnictwie. Część Jarocina poza byłymi zabudowaniami dworskimi w kierunku zachodnim nosi miano: „Zadworza”, zaś grunty należące niegdyś do właścicieli dworu zwą się „Pańskie”. Nieco później od Jarocina powstały Mostki-Podpory gdzie ludzie trudnili się rolnictwem i myślistwem. Osada Mostki-Wasile powstała przed powstaniem styczniowym. Szyperki to nazwa kulturowa, od zawodu szyper (pierwszy dozorca statku, rządca statku), który tam mieszkał w związku ze spławem drzewa do Gdańska, czy też do innych miast. W połowie XIX wieku powstała wieś Majdan Golczański z parcelacji majątku ziemianina Lewickiego z Borków. Pierwotnie występowała pod nazwą Majdan Borkiński. Tutaj przybyło najwięcej osadników z Wrzaw, Krzątki i Mazur Kolbuszowskich, a także z innych wsi z powiatu niżańskiego i leżajskiego. Chłopi ci kupowali przeważnie wyręby leśne i łąki. Na kupno ziemi zaciągali pożyczki w bankach we Lwowie. W XIX w. w Katach istniała fabryka terpentyny, natomiast w Golcach browar. Po obiektach tych pozostały tylko resztki ich fundamentów oraz nazewnictwo (Katy – Podfabryka, Browarczysko – jako nazwa pola w Golcach). W tym też okresie w Jarocinie i Golcach funkcjonowały jednoklasowe szkoły ludowe. 19 maja 1809 r. na kwaterze w Domostawie przebywał książę Józef Poniatowski.

### Życie religijne
Wioski Jarocin, Majdan Golczański, Mostki i Szyperki jak również inne wsie okoliczne (Kurzyna Mała, Średnia i Wielka oraz Golce) należały najpierw do parafii Pysznica, a później od r. 1818 katolicy obrządku rzymskokatolickiego (łacińskiego) chodzili do kościoła w Kurzynie Średniej (Rauchersdorf), który był kościołem filialnym parafii Pysznica, a później samoistną parafią. Przed I rozbiorem Polski katolicy z tych wsi chodzili do kościoła w Hucie Krzeszowskiej, znajdującej się później pod zaborem rosyjskim. Do Szyperek ściągnięto Rusinów i zatrudniono ich jako robotników leśnych i przy spławie drewna do miast. Jako że byli grekokatolikami, uczęszczali na nabożeństwa do cerkwi w Dąbrówce do czasu ufundowania cerkwi na miejscu w roku 1875 przez ziemianina Pokrowskiego.

### Historia w XX w.

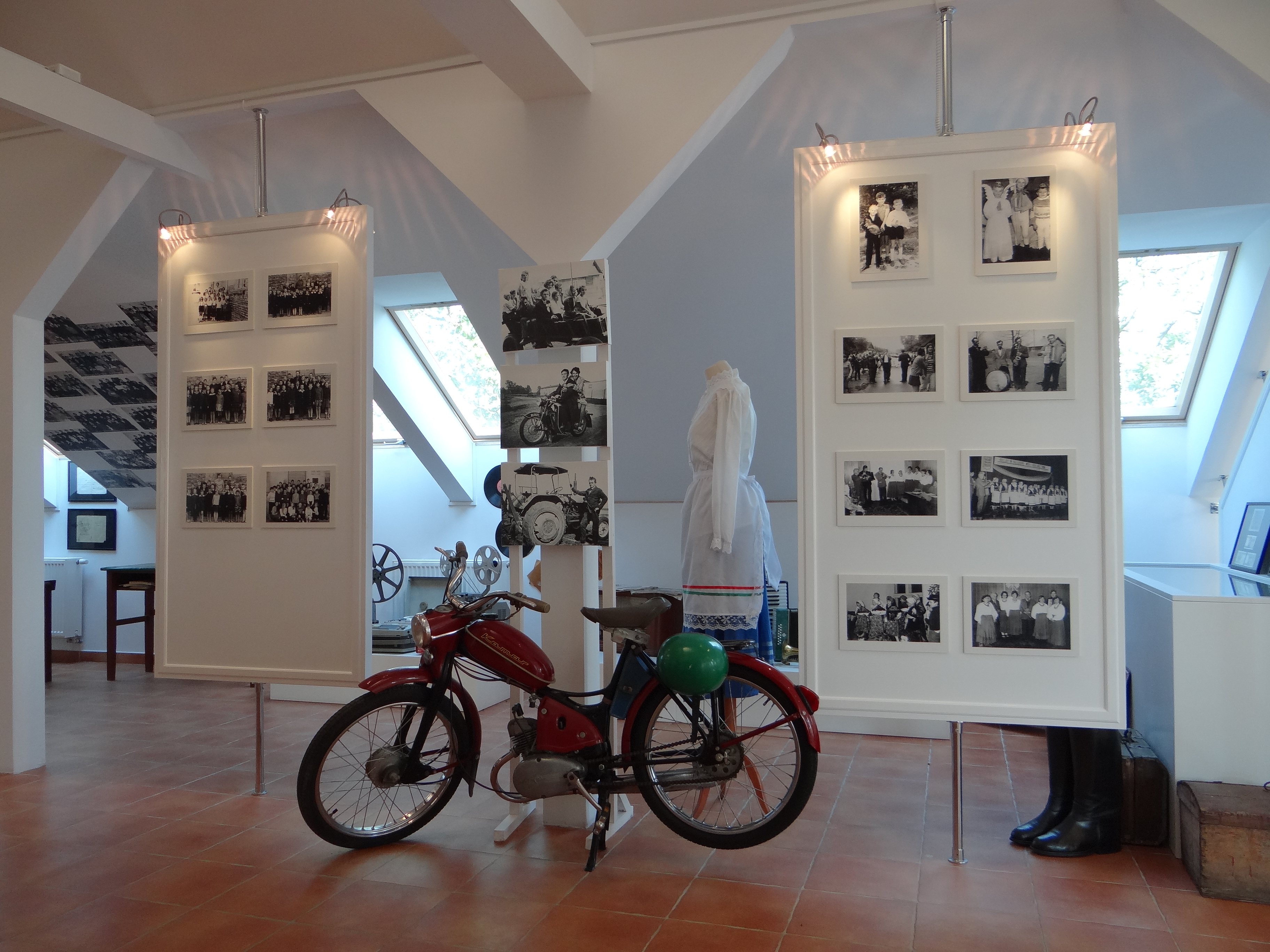
Izba pamięci

Mieszkańcy z terenu dzisiejszej gminy Jarocin brali udział w wojnie polsko-bolszewickiej 1920 roku. Dwaj z nich, Jan Kozioł oraz Sebastian Małek z Jarocina, za bohaterską postawę na polu walki odznaczeni zostali orderami Virtuti Militari. W okresie międzywojennym Jarocin był siedzibą gminy wiejskiej i należał do powiatu niżańskiego w województwie lwowskim. W Jarocinie i Domostawie działały koła Stronnictwa Ludowego, koło ZMW „Wici”. W kampanii wrześniowej walczyli żołnierze rekrutujący się z terenu gminy. Za przechowywanie Żydów podczas okupacji 3 osoby z jednej rodziny otrzymały medal „Sprawiedliwy wśród Narodów Świata”. Oprócz udziału w walkach obronnych we wrześniu 1939 roku mieszkańcy gminy brali udział w walkach na wielu frontach II wojny światowej: pod Monte Casino, Wale Pomorskim, od Lenino do Berlina. Wielu należało do partyzantki. Niektóre wioski uległy całkowitej pacyfikacji. Świadectwem tego czasu jest wiele pomników martyrologii. Za postawę w czasie okupacji Jarocin w 1972 r. otrzymał Krzyż Grunwaldzki III klasy.
W lipcu 1943 ukraińscy policjanci i niemieccy żandarmi zamordowali w Jarocinie 8 Polaków, w tym proboszcza ks. Mariana Kędzierskiego, którego spalono żywcem.